# Lista episoadelor din Riley și restul lumii
Următoarea este o listă a episoadelor a serialului Riley și restul lumii, difuzat pe Disney Channel.

## Tabelul episoadelor
| Sezon | Sezon    | Episoade | Difuzare Statele Unite ale Americii | Difuzare Statele Unite ale Americii | Difuzare România  | Difuzare România  | Difuzare România |
| Sezon | Sezon    | Episoade | Premieră sezon                      | Final sezon                         | Premieră sezon    | Final sezon       |                  |
| ----- | -------- | -------- | ----------------------------------- | ----------------------------------- | ----------------- | ----------------- | ---------------- |
|       | 1        | 20       | 27 iunie 2014                       | 27 martie 2015                      | 23 octombrie 2014 | 23 mai 2015       |                  |
|       | Speciale | Speciale | 17 aprilie 2015                     | 17 aprilie 2015                     | 21 noiembrie 2015 | 21 noiembrie 2015 |                  |
|       | 2        | TBA      | 11 mai 2015                         | 11 martie 2016                      | 28 noiembrie 2015 | 19 martie 2017    |                  |

## Lista episodealor

### Sezonul 1 (2014–15)
- Peyton Meyer și August Maturo sunt amândoi absenți pentru patru episoade.
- În timp ce Corey Fogelmanis devine enumerat de calitate de membru principal mai târziu în sezon, el este un invitat (secundar) pentru treisprezece episoade.

| # (serial) | # (sezon) | Titlu                                                                     | Regizat de     | Scris de                                             | Premiera originală | Premiera în România | Cod |
| --- | --------- | ------------------------------------------------------------------------- | -------------- | ---------------------------------------------------- | ------------------ | ------------------- | --- |
| 1 | 1         | „Fetele întâlnesc lumea” „Girl Meets World”                               | John Whitesell | Michael Jacobs                                       | 27 iunie 2014      | 23 octombrie 2014   | 101 |
| În dormitorul ei, Riley Matthews (Rowan Blanchard) și prietena ei cea mai bună Maya Hart (Sabrina Carpenter) încearcă să se strecoare pe fereastră ca să meargă cu metroul, dar sunt prinse de părinții lui Riley: Cory (Ben Savage) și Topanga Matthews (Danielle Fishel), care le spun că lumea este acum a lor și le dau permisiune să meargă cu metroul. În metrou, ele se întâlnescu cu un băiat chipeș numit Lucas Friar (Peyton Meyer), de care Riley și îndrăgostește pe loc. La lecția de istorie, Cory (care este și profesorul lor de istorie) le dă elevilor să scrie un eseu despre ceva ce ei ar lupta pentru. Maya și Riley decid să lupte împotriva temelor, și dau drumul alarmei de incendiu din greșeală. Riley decide însă să lupte pentru prietenie, iar Cory și Topanga înțeleg că Riley crește iar ei trebuie să fie acolo pentru ea. Invitat super-special: William Daniels ca George Feeny Invitați speciali: Corey Fogelmanis ca Farkle Minkus, Jackée ca Evelyn Rand |           |                                                                           |                |                                                      |                    |                     |     |
| 2 | 2         | „Riley și băiatul” „Girl Meets Boy”                                       | Joel Zwick     | Michael Jacobs                                       | 11 iulie 2014      | 16 noiembrie 2014   | 102 |
| Când planul lui Cory de a-i face pe elevi să comunice față în față eșuează, el le confiscă telefoanele și le dă de pregătit o discuție despre cum cred ei că tehnologia a schimbat lumea. Toată clasa are probleme de comunicare, exceptând-o Maya, care este singura din clasă care nu are un smartphone. Riley, Maya, Lucas, și Farkle se duc la librărie ca să facă niște cercetare, unde Riley și Lucas se conectează vorbind despre interesele lor, iar Maya descoperă că este o artistă talentată când îi este dat doar o foaie și un creion. Când Riley îi spune lui Cory despre conversația sa cu Lucas, el încearcă disperat să îi țină departe și încearcă să facă asta dădundu-le telefoanele înapoi, când realizează că el a fost cel care i-a dat aceste emoții lui Riley. La sfârșit, Cory îi dă lui Maya un smartphone, și îi zice să îl folosească pentru a comunica cu el despre Riley, și de asemenea îi cumpără creioane colorate. Invitați speciali: Corey Fogelmanis ca Farkle Minkus, Danielle Kennedy ca bibliotecara, Taylor Hollomon ca Myzell |           |                                                                           |                |                                                      |                    |                     |     |
| 3 | 3         | „Riley și atacul surpriză” „Girl Meets Sneak Attack”                      | Joel Zwick     | Cindy Fang                                           | 18 iulie 2014      | 23 noiembrie 2014   | 104 |
| Riley devine jgeloasă când o fată numită Missy Bradford (Olivia Stuck) flirtează cu Lucas. Ea le cere ajutorul lui Maya și Farkle să o ajute să înțeleagă cum să crească, sperând să devină o competiție pentru Missy. După multe încercări nereușite de a flirta, Riley descoperă că ea trebuie să se bucure de vârsta sa și să nu se grăbească să crească. Între timp, Auggie (August Maturo) se poartă ca un adult ca să impresioneze o fată din hol pe nume Ava (Ava Kolker), dar Cory și Topanga nu sunt pregătiți ca Auggie să crească încă. Riley îi spune lui Auggie că el trebuie să se bucure de vârsta lui și să nu se grăbească să crească. Invitați speciali: Corey Fogelmanis ca Farkle Minkus, Olivia Stuck ca Missy Bradford, Ava Kolker ca Ava Morgenstern |           |                                                                           |                |                                                      |                    |                     |     |
| 4 | 4         | „Riley și tatăl” „Girl Meets Father”                                      | Joel Zwick     | Randi Barnes                                         | 25 iulie 2014      | 30 noiembrie 2014   | 106 |
| Cory se luptă cu emoțiile sale când Riley vrea să meargă la primul său dans la școală în loc să continue tradiția de a merge la ciclonul de pe Insula Coney cu tatăl său, lucru care îl făceau anual de când Riley era foarte mică. De asemenea, Maya primește nota patru la un test la istorie, spunând că Cory a picat-o, ceea ce o face să plece de la școală. Când ambele fete îi spun lui Cory că el nu mai are ce să le învețe, Cory simte că le-a pierdut pe amândouă, totuși Topanga îl asigură că intențiile sale sunt bune și nu o să renunțe niciodată la cei pe care îi iubește. Cory se duce la dansul de la școală cu fetele, iar pentru ultimul dans, el are un dans tată-fiică cu Riley și Maya. O tradiție s-a terminat dar altele au început. Invitați speciali: Corey Fogelmanis ca Farkle Minkus, Sari Arambulo ca Sarah |           |                                                                           |                |                                                      |                    |                     |     |
| 5 | 5         | „Riley și adevărul” „Girl Meets the Truth”                                | Joel Zwick     | Matthew Nelson                                       | 1 august 2014      | 7 decembrie 2014    | 103 |
| După ce Riley îl minte pe Farkle că el s-a descurcat bine în piesa de la școală, Maya îi spune că trebuie să învețe să spună adevărul, chiar dacă asta înseamnă că trebuie să îi rănească pe alții. După asta, Maya începe să poarte un lănțișor de aur. Când Maya refuză să îi spună lui Riley adevărul despre de unde provine cu adevărat colierul, Riley crede că l-a furat, care o face să îi rănească sentimentele lui Maya. Între timp, Topanga este supărată pe Cory pentru că i-a insultat gătitul. Maya recunoaște că a luat lănțișorul de la obiecte pierdute, dar la sfârșit, întâlnește familia căruia îi aparține medalionul și îl înapoiază. Invitat special: Corey Fogelmanis ca Farkle Minkus |           |                                                                           |                |                                                      |                    |                     |     |
| 6 | 6         | „Riley devine populară” „Girl Meets Popular”                              | Jon Rosenbaum  | Jeff Menell                                          | 8 august 2014      | 14 decembrie 2014   | 111 |
| Riley este invitată la prima sa petrecere cu fete și băieți (la care Maya nu este invitată), și se așteaptă ca acesta să fie biletul ei spre popularitate, când află că este doar o petrecere „de tocilari”. Când Riley realizează că ea este adorată de tocilari, ea decide să devină „regina” lor. Făcând asta, ea se reinventează ca să devină cineva cine nu este, doar ca să fie populară. Între timp, Topanga este conștientă că este de partea greșită al unui caz, și încearcă să ceară sfatul ei de mai demult. Invitat super-special: Cloris Leachman ca Dna. Svorski Invitați speciali: Corey Fogelmanis ca Farkle Minkus, Willie Garson ca Harrison Miller, Cecelia Balagot ca Isadora Smackle, Mekai Curtis ca Shumpert, Nathaniel James Potvin ca partea de sus al omului misterios. Note: Rider Strong (Shawn Hunter) apare într-o secvență de flashback, din episodul „Cory's Alternative Friends” din Boy Meets World, dar nu este creditat. Absent: Peyton Meyer ca Lucas Friar |           |                                                                           |                |                                                      |                    |                     |     |
| 7 | 7         | „Riley și mama Mayei” „Girl Meets Maya's Mother”                          | John Whitesell | Matthew Nelson                                       | 15 august 2014     | 21 decembrie 2014   | 112 |
| Profesoara de artă a lui Riley și Maya, Dra. Kossal, comentează arta Mayei și i-a sugerat să și-o arate la expoziția de artă a școlii. În ziua carierei, Stuart Minkus (care este tatăl lui Farkle) vizită școala lor și începe o ceartă între el și Topanga. Mama lui Maya, Katy Hart, apare cu o zi mai târziu, Maya este jenată, iar mama sa le spune tuturor că este o chelneriță, dar vrea să devină actriță. Când Riley îi sugerează lui Katy să meargă la expoziția de artă, Katy nu apare din nou. Riley află că lui Katy îi este frică să nu o facă de râs pe Maya; iar apoi, Katy îi dă lui Riley un sandviș cu ton de la restaurantul la care lucrează ca să îl deie lui Maya pentru că este favoritul ei. Invitați speciali: Corey Fogelmanis ca Farkle Minkus, Lee Norris ca Stuart Minkus, Cheryl Texiera ca Katy Hart, Aisha Kabia ca Dra. Kossal |           |                                                                           |                |                                                      |                    |                     |     |
| 8 | 8         | „Riley și Smackle” „Girl Meets Smackle”                                   | Ben Savage     | Teresa Kale                                          | 12 septembrie 2014 | 11 ianuarie 2015    | 118 |
| Isadora Smackle, o campioană la dezbateri de la o școală rivală, încearcă să-i câștige atenția rivalului său, Farkle, dar el nu îi întoarce sentimentele. Smackle le roagă pe Riley și Maya să o facă frumoasă, dar Farkle crede că ea se folosește machiajul său să câștige dezbaterea viitoare despre frumusețe. Chiar și cu Lucas intrând în echipa de dezbateri a școlii ca să-l ajute, Farkle realizează de la Smackle (care a câștigat dezbaterea) cât de rău este să presupui. De asemenea invitat: Corey Fogelmanis ca Farkle Minkus Invitați speciali: Cecelia Balagot ca Isadora Smackle |           |                                                                           |                |                                                      |                    |                     |     |
| 9 | 9         | „Riley și anul 1961” „Girl Meets 1961”                                    | Rider Strong   | Matthew Nelson                                       | 19 septembrie 2014 | 28 decembrie 2014   | 114 |
| Cory le dă lui Riley, Maya, Lucas și Farkle să facă un proiect, care îi aduce înapoi în anul 1961 în New York City ca să afle mai multe despre strămoșii lor. După ce au terminat și și-au împărțit cunoștințele cu colegii, cei patru prieteni au realizat că strămoșii lor s-au întâlnit la un restaurant în New York City. De asemenea invitat: Corey Fogelmanis ca Farkle Minkus Roluri duble: Rowan Blanchard ca Rosie McGee, Sabrina Carpenter ca May Clutterbucket, Peyton Meyer ca Merlin Scoggins, Corey Fogelmanis ca Ginsburg Absent: August Maturo ca Auggie Matthews |           |                                                                           |                |                                                      |                    |                     |     |
| 10 | 10        | „Riley și pălăria cucu” „Girl Meets Crazy Hat”                            | Joel Zwick     | Lauren Otereo                                        | 26 septembrie 2014 | 4 ianuarie 2015     | 107 |
| Cory își împarte clasa în două companii false. Cele două companii se bazează pe doua lucruri complet diferite, una pe fericirea clienților lor, iar alta pe profiturile din vânzarea madelinelor. Riley și Maya se întâlnesc cu o businesswoman în metrou. Invitați speciali: Corey Fogelmanis ca Farkle Minkus, Jackée ca Evelyn Rand, Ava Kolker ca Ava Morgenstern |           |                                                                           |                |                                                      |                    |                     |     |
| 11 | 11        | „Riley și restul lumii: de groază” „Girl Meets World: Of Terror”          | Joel Zwick     | Teresa Kale                                          | 2 octombrie 2014   | 18 ianuarie 2015    | 108 |
| Trei povești de Halloween sunt spuse în acest episod: - Povestea #1: Lui Farkle îi este frică să nu îl lovească mingea la ora de sport. - Povestea #2: Lui Riley îi este frică să doarmă la Maya acasă. - Povestea #3: Lui Auggie îi este frică de monștrii de sub patul lui. Invitați speciali: Corey Fogelmanis ca Farkle Minkus, Charlotte Rae ca Buna Hart, Michael D. Roberts ca Antrenorul Gleason, Nicolas Bechtel ca Monstrul de sub pat |           |                                                                           |                |                                                      |                    |                     |     |
| 12 | 12        | „Riley și cei uitați” „Girl Meets the Forgotten”                          | Joel Zwick     | Jeff Menell                                          | 10 octombrie 2014  | 25 ianuarie 2015    | 117 |
| Într-un efort de ași învăța elevii despre „cei uitați”, Cory le dă lui Riley și Maya de muncă la cantină iar pe Lucas și Farkle îi face să îl ajute pe omul de serviciu. Cei patru învață repede că aceste slujbe nu sunt ușoare și cei care muncesc în fiecare zi nu sunt apreciați. După o săptămână de experiențe, cei patru prieteni învață să fie mai apreciativi. Riley realizează că lecția despre cei uitați se aplică și acasă și le mulțumește părințiilor ei că au grijă de ea și Auggie. De asemenea invitat: Corey Fogelmanis ca Farkle Minkus Invitați speciali: Danny McNulty ca Harley Keiner, Sonya Eddy ca Geralyn Thompson, Sarah Carpenter ca Sarah Absent: August Maturo ca Auggie Matthews |           |                                                                           |                |                                                      |                    |                     |     |
| 13 | 13        | „Riley și defectele” „Girl Meets Flaws”                                   | Joel Zwick     | Mark Blutman                                         | 17 octombrie 2014  | 4 aprilie 2015      | 116 |
| Urmeaza seara Absolvirii și a Premiilor, iar Riley este șocată pentru că nu a fost nominalizată sa primesca un premiu în timp ce toti prietenii ei au fost. Când Farkle nu este prezent pentru a-și primi premiul, toată lumea se intreba de ce el nu a aparut deoarece el nu obisnuieste sa lipseasca niciodată de la ore. Suspectând că Farkle chiulește de la ore, Riley, Maya, și Lucas il cauta pe Farkle si mai tarziu ei vor afla că Farkle este agresat de Billy Ross (care concurează cu Lucas pentru premiul pentru cel mai bun atlet). Ca să îl ajute pe Farkle, Riley a avut idea ca toată lumea să își scrie pe frunti defectele lor. Billy fiind singurul care nu a făcut asta el vrea sa plece din clasa deoarece un stia ce defect are. După ce restul îl consolează pe Billy din cauza geloziei sale, el îl lasă pe Farkle să îi scrie pe frunte defectul și îi cere scuze lui Farkle pentru comportamentul care l-a avut fata de el. Cu totii învață că toată lumea are defecte și asta îi face unici, iar aceste defecte trebuie si ele respectate chiar daca nu-s bune. În seara premiilor, Lucas câștigă premiul pentru atletul scolii, Maya câștigă premiul pentru „Tipa cool”, Frakle câștigă premiul „Încrederii”, iar Riley câștigă premiul spiritului. De asemenea invitat: Corey Fogelmanis ca Farkle Minkus Invitați speciali: Danny McNulty ca Harley Keiner, Ava Kolker ca Ava Morgenstern, Zachary Mitchell ca Billy Ross Absent: August Maturo ca Auggie Matthews |           |                                                                           |                |                                                      |                    |                     |     |
| 14 | 14        | „Riley și prietenia” „Girl Meets Friendship”                              | John Whitesell | Mark Blutman                                         | 21 noiembrie 2014  | 11 aprilie 2015     | 109 |
| Cory îi învață pe copii despre guvern pentru că alegerile pentru consiliul studenților de clasa a șaptea se apropie. Farkle, Riley și Lucas se decid să încerce, dar sub diferite forme de guvern: Farkle ca un dictator, Riley ca o prințesă, iar Lucas ca un președinte. Curând, prietenia lor este pusă la încercare când Maya (care e de partea lui Riley) începe să lucreze murdar, iar asta îl enervează pe Lucas. Maya chiar dorește să folosească dorința lui Lucas de a își vedea prietenii în Texas împotriva lui. Lui Riley nu îi place idea la sfârșit, înainte ca rezultatele alegerilor să fie dezvăluite (câștigătorul este Lucas), Riley și Maya arată un video cu doi prieteni ai lui Lucas din Texas, ca să empatizeze importanța prieteniei. Între timp, dificultatea lui Auggie de a dormi o îngrijorează pe Topanga; el vrea ca ambii săi părinți să îl ducă la culcare, dar amândoi lucrează. Invitat special: Corey Fogelmanis ca Farkle Minkus |           |                                                                           |                |                                                      |                    |                     |     |
| 15 | 15        | „Riley și fratele” „Girl Meets Brother”                                   | John Whitesell | Randi Barnes, Cindy Fang, Teresa Kale & Lauren Otero | 28 noiembrie 2014  | 18 aprilie 2015     | 105 |
| De a 15-ea aniversare a lui Cory și Topanga, lui Auggie îi trebuie o bonă ca părinții săi să poată îeși diseară. Între timp, Riley este încurajată de Maya să fie tratată ca un adult. Când Riley vine acasă și le cere părinților o oră de venit acasă mai târzie, și vrea să fie tratată mai mult ca un adult, Auggie le propune ca Riley să fie bona lui. Când Cory și Topanga nu pot să ieie metroul, ei decid să se întoarcă acasă să îi spioneze pe copii. Ei descoperă că Maya a venit la ei acasă, iar Auggie și Riley se ceartă, pentru că Auggie vrea să se joace cu Riley, care vrea să se uite la TV. Cory și Topanga se strecoară în apartament și se uită dacă Riley se poate împăca cu Auggie. Invitat super-special: Herbie Hancock ca el însuși Invitat special: Corey Fogelmanis ca Farkle Minkus Absent: Peyton Meyer ca Lucas Friar |           |                                                                           |                |                                                      |                    |                     |     |
| 16 | 16        | „Riley și sărbătorile petrecute acasă” „Girl Meets Home for the Holidays” | John Whitesell | Jeff Menell                                          | 5 decembrie 2014   | 12 decembrie 2014   | 113 |
| Părinții lui Cory, fratele său adolescent Joshua, și prietenul lui cel mai bun Shawn Hunter le fac o vizită de Crăciun familiei Matthews. Topanga încearcă să facă o cină perfectă ca să-și impresioneze oaspeții, în special pe soacra sa. Maya se îndrăgostește de Joshua, iar Riley să știe de ce Shawn o evită de fiecare dată când vine în vizită. Riley încearcă să îi pună pe Shawn și Maya împreună ca să își deie seama de problemele lor personale. Invitați speciali: Corey Fogelmanis ca Farkle Minkus, Rider Strong ca Shawn Hunter, William Russ ca Alan Matthews, Betsy Randle ca Amy Matthews, Uriah Shelton ca Joshua Matthews Absent: Peyton Meyer ca Lucas Friar |           |                                                                           |                |                                                      |                    |                     |     |
| 17 | 17        | „Riley și seara jocului” „Girl Meets Game Night”                          | Michael Kelly  | Cindy Fang, Lauren Otero, Randi Barnes               | 9 ianuarie 2015    | 2 mai 2015          | 115 |
| Seara jocului în familie este o tradiție lunară în familia Matthews, Cory, Topanga, Riley și Auggie joacă un joc, iar Auggie invită un membru special al familiei, unchiul Josh. Atitudinea lui Riley o bagă în mari probleme când ea îi invită pe Maya, Lucas și Farkle la ocazie. Ava apare și ea și devine partenera de joc a lui Auggie. Cory le spune despre importanța familiei (chiar și când îi învăța pe copii despre Revoluția Americană mai devreme în acea zi), dar este agitat de cei patru invitați extra. Maya, pe de altă parte, este fericită pentru că Josh este acolo; iar el decide să supravegheze jocul când ea vine prea aproape. Jocul progresează, și devine evident modul în care prietenii interacționează. Mai târziu, Riley poate să câștige, dar realizând de la Maya valoarea de a se juca cu familia, ea decide să joace jocul lung. Toți descoperă că „jocul lung” este ca jocul vieții. De asemenea invitat: Corey Fogelmanis ca Farkle Minkus Invitați speciali: Ava Kolker ca Ava Morgenstern, Uriah Shelton ca Joshua Matthews |           |                                                                           |                |                                                      |                    |                     |     |
| 18 | 18        | „Riley și planul perfect” „Girl Meets Master Plan”                        | Jon Rosenbaum  | Michael Jacobs                                       | 16 ianuarie 2015   | 9 mai 2015          | 121 |
| Este a paisprezecea aniversare a lui Maya, iar Riley și ceilalți au un plan special. Ei vor să îl facă pe Shawn să se îndrăgostească de mama lui Maya. Când Maya îi aude, ei nu-i place idea pentru că crede că mama ei alungă bărbații, și ea nu vrea ca Shawn să plece. De asemenea invitat: Corey Fogelmanis ca Farkle Minkus Invitați speciali: Rider Strong ca Shawn Hunter, Cheryl Texiera ca Katy Hart Absent: August Maturo ca Auggie Matthews |           |                                                                           |                |                                                      |                    |                     |     |
| 19 | 19        | „Riley și alegerea lui Farkle” „Girl Meets Farkle's Choice”               | John Whitesell | Mark Blutman                                         | 6 februarie 2015   | 25 aprilie 2015     | 110 |
| Farkle este nominalizat pentru un premiu Gândăcel, și trebuie să aleagă cu cine vrea să meargă la ceremonie, Riley sau Maya. După ce merge la o întâlnire cu amândouă, fetele se întrec pentru a îl influența. Când ele ajung să se certe între ele, Farkle decide să se ducă la decernarea premiilor de unul singur pentru că nu vrea ca ele să se certe, totuși amândouă sunt rănite. La sfârșit, Riley și Maya se duc la ceremonie ca să își susțină prietenul. Ca pentru premiu, Farkle este învis din nou de Smackle. Între timp, Topanga face un club de carte pentru copii; cu Ava și mama ei fiind prezente, Topanga vede de unde Ava și-a primit atitudinea și manierele. Invitat super-special: Jane Lynch ca ea însăși Invitați speciali: Corey Fogelmanis ca Farkle Minkus, Ava Kolker ca Ava Morgenstern, Cecilia Balagot ca Isadora Smackle, Reagan Pasternak ca Judy Morgenstern (mama Avei) Absent: Peyton Meyer ca Lucas Friar |           |                                                                           |                |                                                      |                    |                     |     |
| 20 | 20        | „Riley și prima întâlnire” „Girl Meets First Date”                        | Rider Strong   | Susan Estelle Jansen                                 | 27 martie 2015     | 23 mai 2015         | 120 |
| Cory îmbrățișează ideea de ”prima dragoste” la sfârșitul anului școlar, până își dă seama că Riley este cea care se confruntă, cu Lucas. Ca Cory încearcă cu disperare să-i despartă, Lucas decide că vrea să meargă despre aceste lucruri, cerându-le lui Cory și Topanga pentru binecuvântare să meargă la întâlnire cu fiica lor. Simțind că Riley e prea tânără pentru a merge la întâlniri, Cory este de acord cu condiția ca întâlnirea să fie dublă, însotiți cu Maya și Farkle. Între timp, Auggie și Ava rapid se ”angajează” și se ”căsătoresc”, dar Topanga o scoate pe ”mireasă” din apartamentul Matthews. Unchiul Josh plătește, de asemenea, o vizită, cu planuri de a participa un program de pre-colegiu, la New York toată vara. El ia un interes într-un ghid turistic de la universitate, dar fiind cu trei ani mai mare decât el, îl refuză. Maya înțelege ceea ce se întâmplă prin cum sa confruntat cu aceeași respingere din el. După ce Josh pleacă din tren când Riley, Maya, Farkle și Lucas sunt la întâlnirile lor, Riley vede cât de tristă este Maya. După ce Maya o împinge pe Riley în poala lui Lucas ca în primul episod și se sărută. De asemenea invitat: Corey Fogelmanis ca Farkle Minkus Invitați speciali: Ava Kolker ca Ava Morgenstern, Uriah Shelton ca Joshua Matthews, Samantha Boscarino ca Sophie Miller |           |                                                                           |                |                                                      |                    |                     |     |

### Episod special (2015)
| # (serial) | # (sezon) | Titlu                                          | Regizat de | Scris de    | Premiera originală | Premiera în România | Cod |
| ---------- | --------- | ---------------------------------------------- | ---------- | ----------- | ------------------ | ------------------- | --- |
| 21         | 1         | „Riley și returnările” „Girl Meets Demolition” | Joel Zwick | Jeff Menell | 17 aprilie 2015    | 21 noiembrie 2015   | 207 |

### Sezonul 2 (2015)
Pe data de 6 august 2014, serialul a fost reînnoit pentru un al doilea sezon.
| # (serial) | # (sezon) | Titlu                                                                                     | Regizat de                 | Scris de                       | Premiera originală | Premiera în România | Cod |
| ---------- | --------- | ----------------------------------------------------------------------------------------- | -------------------------- | ------------------------------ | ------------------ | ------------------- | --- |
| 22         | 1         | „Riley și gravitația” „Girl Meets Gravity”                                                | Rider Strong               | Randi Barnes                   | 11 mai 2015        | 28 noiembrie 2015   | 201 |
| 23         | 2         | „Riley și restul noi lumi” „Girl Meets the New World”                                     | Joel Zwick                 | Teresa Kale                    | 12 mai 2015        | 5 decembrie 2015    | 208 |
| 24         | 3         | „Riley și secretul vieții” „Girl Meets the Secret of Life”                                | Rider Strong Shiloh Strong | Mark Blutman                   | 13 mai 2015        | 12 decembrie 2015   | 202 |
| 25         | 4         | „Riley și Pluto” „Girl Meets Pluto”                                                       | Joel Zwick                 | Matthew Nelson                 | 14 mai 2015        | 19 decembrie 2015   | 203 |
| 26         | 5         | „Riley și domnul primar” „Girl Meets Mr. Squirrels”                                       | Rider Strong Shiloh Strong | Michael Jacobs                 | 15 mai 2015        | 26 decembrie 2015   | 204 |
| 27         | 6         | „Girl Meets the Tell-Tale-Tot”                                                            | Ben Savage                 | Teresa Kale                    | 5 iunie 2015       | 2 ianuarie 2016     | 205 |
| 28         | 7         | „Riley și regulile” „Girl Meets Rules”                                                    | Rider Strong Shiloh Strong | Randi Barnes                   | 12 iunie 2015      | 9 ianuarie 2016     | 211 |
| 29         | 8         | „Riley și uraganul” „Girl Meets Hurricane”                                                | William Russ               | Matthew Nelson                 | 19 iunie 2015      | 16 ianuarie 2016    | 209 |
| 30         | 9         | „Riley și domnul primar merg la Washington” „Girl Meets Mr. Squirrels Goes to Washington” | Rider Strong Shiloh Strong | Mark Blutman                   | 10 iulie 2015      | 23 ianuarie 2016    | 210 |
| 31         | 10        | „Riley și noua profesoară” „Girl Meets the New Teacher”                                   | Joel Zwick                 | Michael Jacobs                 | 17 iulie 2015      | 26 martie 2016      | 212 |
| 32         | 11        | „Riley întâlnește peștele” „" Girl Meets Fish"”                                           | Michael A. Joseph          | David J. Jacobs Michael Jacobs | 24 iulie 2015      |                     | 119 |
| 33         | 12        | „Girl Meets Yearbook”                                                                     | Rider Strong Shiloh Strong | Teresa Kale                    | 7 august 2015      |                     | 214 |
| 34         | 13        | „Riley întâlnește Semi-Formalul” „"Girl Meets Semi-Formal"”                               | Joel Zwick                 | Will Friedle                   | 14 august 2015     |                     | 216 |
| 35         | 14        | „Riley întâlnește creativitatea” „" Girl Meets Creativity"”                               | Rider Strong Shiloh Strong | Matthew Nelson                 | 21 august 2015     |                     | 218 |
| 36         | 15        | „Riley îl întâlnește pe Farkle” „" Girl Meets I Am Farkle"”                               | Willie Garson              | Mark Blutman                   | 11 septembrie 2015 |                     | 217 |
| 37         | 16        | „Riley îi întâlnește pe Cory și pe Topanga” „"Girl Meets Cory and Topanga"”               | Ben Savage                 | Josh Jacobs                    | 18 septembrie 2015 |                     | 220 |
| 38         | 17        | „Riley întâlnește Orașul Riley” „"Girl Meets Rileytown"”                                  | Michael A. Joseph          | Lauren Otero                   | 25 septembrie 2015 |                     | 223 |
| 39         | 18        | „Girl Meets World of Terror 2”                                                            |                            |                                | 2 octombrie 2015   |                     |     |
| 40         | 19        | „Girl Meets Rah Rah”                                                                      |                            |                                | 9 octombrie 2015   |                     |     |
| 41         | 20        | „Girl Meets Texas: Part 1”                                                                |                            |                                | 16 octombrie 2015  |                     |     |
| 42         | 21        | „Girl Meets Texas: Part 2”                                                                |                            |                                | 17 octombrie 2015  |                     |     |
| 43         | 22        | „Girl Meets Texas: Part 3”                                                                | Ben Savage                 | Michael Jacobs Matthew Nelson  | 18 octombrie 2015  |                     |     |